# Пуща-Водицкий лесопарк
«Пуща-Водицкий лесопарк» (укр. «Пуща-Водицький лісопарк») — часть Голосеевского национального природного парка, парк-памятник садово-паркового искусства общегосударственного значения, расположенный на территории Оболонского района Киевского горсовета (Украина). Создан 26 июля 1972 года. Площадь — 360 га. Землепользователь — Святошинское лесопарковое хозяйство.

## История
Лесопарк получил статус парка-памятника садово-паркового искусства общегосударственного значения Постановлением Коллегии Государственного комитета УССР по охране природы от 26 июля 1972 года № 22, с общей площадью 359 га. Указом Президента Украины от 4 ноября 2000 года № 1207 площадь парка была увеличена на 1 га.
В 2013 году в ходе проверки Киевской прокуратурой деятельности КП «Святошинское ЛПХ» были установлены нарушения требований Земельного кодекса Украины, Закона Украины «О природно-заповедном фонде Украины», требования охранных обязательств и не вынесены в натуре границы данного объекта и ещё 7 объектов ПЗФ (Списокː Пуща-Водицкий и Святошинский лесопарки, памятники природы Романовское болото и Коллекция лесовода Винтера, заказники Межигорское, Межигорско-Пуща-Водицкий, Пуща-Водица, Река Любка)

## Описание
Парк занимает кварталы 13-16, 27-29, 46, 47, 64, 77, 91, 94, 107—111 Пуща-Водицкого лесничества и представлен двумя раздельными участкамиː западный между улицей Лесная исторической местности Пуща-Водица на западе и рекой Горенка (в том числе Сапсаев пруд на ней) на севере (кроме санатория Ялынка и военного госпиталя), восточный расположен севернее Большой кольцевой дороги (поблизости к госпиталю ГУ МВД, что западнее Минского проспекта). Восточная граница жилой застройки Пуща-Водицы служит западной границей западного участка парка. На севере к восточному участку парка примыкает Межигорско-Пуща-Водицкий заказник.
Как добраться Транспортː до района Пуща-Водица от ст. м. Нивкиː маршрутное такси № 226, 719; от ст. м. Академгородокː автобус № 30 и 391; от ст. м.   Контрактовая площадьː трамвай № 12; от ст. м.   Оболоньː трамвай № 17. Ближайшие станции метроː   Академгородок.

## Природа
Основные породы лесопаркаː сосна, ель и дуб. Также здесь произрастают клён, берёза, туя, катальпа, липа и прочие породы.